# Francisco de Paula Bastos
Francisco de Paula Bastos (Lisboa, 11 de junho de 1793 — Angra do Heroísmo, 2 de setembro de 1881), 1.º barão e 1.º visconde de Bastos, foi um oficial general do Exército Português, administrador colonial e político.

## Biografia
Nasceu em Lisboa, filho de Pedro Joaquim de Bastos, fidalgo-cavaleiro da Casa Real e reposteiro do número da Câmara Real, e de Ludovina Getrudes de São José e Melo. Foi reconhecido escudeiro e fidalgo cavaleiro da Casa Real por alvará de 30 de abril de 1794.
Concluídos os estudos preparatórios, assentou praça em abril de 1809, sendo admitido como cadete em julho desse ano. Foi promovido a alferes em 1811, iniciando uma carreira militar que o levaria a tenente em 1814, a capitão em 1821, a major graduado em 1832, a major efectivo em 1834, a tenente-coronel em 1837, a coronel em 1840, a brigadeiro em 1842, a marechal-de-campo em 1860 e a general de divisão em 1864. Foi reformado por incapacidade física em 1866.
Participou na Guerra Peninsular desde abril de 1809 até ao seu termo em 1814. Neste conflito tomou parte nas mais importantes batalhas, estando presente na batalha de Vitória, na batalha dos Pirenéus e na batalha de Nivelle, tendo nesta última, a 10 de novembro de 1813, sido gravemente ferido. A sua participação neste conflito valeu-lhe ser condecorado com a cruz de ouro da Cruz da Guerra Peninsular.
Aderiu à fação liberal após a Revolução Liberal do Porto, de 24 de agosto de 1820. Participou nas operações militares de 1823 a 1827 contra os rebeldes miguelistas. Em 1828 participou no levantamento liberal contra o rei D. Miguel, que ao ser derrotado o obrigou a refugiar-se na Galiza. Acompanhou a Divisão Constitucional da Galiza para Inglaterra, ficando acantonado em Plymouth.
Permaneceu exilado entre os emigrados de Plymouth até 1829, tendo em fevereiro desse ano embarcando no transporte Bolivar com destino à ilha Terceira, onde chegou a 7 de março de 1829. Ao chegar à Terceira, por ordem do Conde de Vila Flor, foi colocado a 1 de abril desse mesmo ano de 1829 como major do Regimento de Milícias n.º 2, da vila da Praia, tendo nessas funções participação activa na batalha de 11 de Agosto de 1829, combate que se travou no areal daquela vila.
Com a reestruturação das forças liberais presentes na ilha Terceira, feita em preparação para a tomada das restantes ilhas, foi transferido como major para o Batalhão de Caçadores n.º 2, comandando a 3.ª companhia, cargo que exerceu nos anos de 1830 e 1831. Tendo sido tomada a ilha de São Miguel, foi mandado servir como oficial às ordens do governador militar daquela ilha por ordem de 3 de setembro de 1831. Não acompanhou o Exército Libertador para o desembarque do Mindelo e para a cidade do Porto, porque a 21 de junho de 1832 foi nomeado governador militar da ilha de Santa Maria, onde estava estabelecido um importante depósito de prisioneiros de guerra miguelistas. Permaneceu na ilha de Santa Maria até junho de 1835, quando com a extinção do depósito de prisioneiros foi mandado apresentar em Lisboa. 
Recebeu vários comandos, e por carta patente de 28 de abril de 1842 foi nomeado 76.º governador de Cabo Verde, cargo que exerceu de 1842 até 22 de julho de 1845. enquanto em Cabo Verde teve como ajudante de campo um seu filho natural, o alferes Justiniano César de Bastos, nascido em Aveiro em 1822. Durante o seu mandato introduziu a imprensa em Cabo Verde.
Regressado a Lisboa, foi em 9 de dezembro de 1845 nomeado governador da praça de Elvas, comandando a 9.ª e a 7.ª Divisões do Exército, em 1845 e 1847, respectivamente. Permaneceu nesses cargos até 1850, ano em que foi nomeado comandante da 10ª Divisão Militar, sediada nos Açores. Chegou aos Açores em 1851 e estabeleceu o seu quartel-general em Angra do Heroísmo, ao contrário dos seus antecessores, que o tiveram em Ponta Delgada. Em 1858 a sua esposa faleceu na cidade do Porto.
Já marechal-de-campo, casou em Angra do Heroísmo, a 24 de maio de 1860, com Francisca Eulália Teixeira de Sampaio, tendo a noiva, irmão de Henrique Teixeira de Sampaio, o 1.º conde da Póvoa, a provecta idade de 78 anos.
Nesse mesmo ano foi escolhido para ajudante-de-campo do rei D. Pedro V, mas foi exonerado logo de seguida a seu pedido, permanecendo em Angra do Heroísmo, onde as forças vivas da ilha Terceira pediram insistentemente para que não saísse do comando da 10.ª Divisão Militar, elogiando a sua acção naquele posto e temendo que o seu sucessor regressasse com o seu quartel-general à ilha de Sâo Miguel.
Os pedidos terceirenses foram atendidas e a 25 de julho de 1860, o marechal-de-campo foi novamente nomeado comandante da 10.ª Divisão Militar, função em que se manteve até 1865, quando foi nomeado comandante da 7.ª Divisão Militar, mas não chegou a sair da Terceira, onde havia casado e estabelecido casa, alegando impossibilidade de saúde. Por isso, foi reformado no ano seguinte.
Teve um impressionante percurso honorífico, sendo fidalgo cavaleiro da Casa Real e membro do Conselho de Sua Majestade Fidelíssima. Foi agraciado com o título de barão de Bastos, por decreto de 18 de abril de 1848, da rainha D. Maria II, elevado a visconde de Bastos por decreto de decreto de 18 de maio de 1863 do rei D. Luís. Recebeu a grã-cruz da Ordem de Cristo, era comendador da Ordem de Nossa Senhora da Conceição de Vila Viçosa e oficial da Ordem da Torre e Espada, além das medalhas de ouro de Valor Militar, Bons Serviços e Comportamento Exemplar e da Batalha de Vitória.